# مايك غاري
مايك غاري (بالإنجليزية: Mike Gary)‏ هو ضابط أمريكي، ولد في 17 أبريل 1900، وتوفي في 30 ديسمبر 1969.